# 崔貞熙
崔貞熙（さい ていき、チェ・ジョンヒ、1912年12月3日 – 1990年12月21日）は、朝鮮の小説家。号は淡人。女流作家ならではの女性描写に長けた筆は、「新女性」と言われた新しい時代に生きようとする女性たちの希望と受難を描いている。

## 略歴
1912年12月3日、咸鏡北道城津郡礼洞に生まれる。父は崔在淵、母は趙徳善の4きょうだいの長女。8歳のとき、咸鏡南道の端川に引っ越す。1924年、ソウルの淑明女子高等普通学校に入学する。1928年、卒業すると、中央保育学校に入学した。1929年に中央保育学校を卒業し、慶尚南道咸安の咸安幼稚園に保母として赴任する。1930年、18歳のとき、日本に渡り、東京の三河幼稚園の保母として働く。この頃、柳致真、金東園らと知り合い、「学生劇芸術座」に参加する。1931年に帰国すると三千里社に入社する。ここで『三千里』を経営する金東煥と恋愛をし、結婚する。
1934年、第2次KAPF一斉検挙で、プロ文学作家が検挙される。崔はKAPFの盟員ではなかったのだが、女流文士として唯一、KAPF一斉検挙に巻き込まれ、全羅北道にある全州刑務所に送られた。1935年に出獄すると、朝鮮日報社に入社、出版部に所属する。
創作活動は1930年頃から始まる。処女作は『三千里』に掲載された「정당한 스파이（正当なスパイ）」だと、言われるが、崔が文壇で注目されるようになるのは、1935年、『朝光』に発表した短篇「凶家」からである。1937年、朝鮮日報社を退社し、京畿道楊州郡瓦阜面徳沼に移り、解放までそこで田園生活を送りながら執筆活動を行う。
1950年、朝鮮戦争が始まると、一時、大邱まで避難する。1951年、空軍従軍作家軍団である「蒼空倶楽部」の部員として従軍し、従軍記者として活動する。また、大邱で舞台が開かれたとき、主演として参加する。これが人気を得たので釜山でもアンコール公演が開かれた。戦争が落ち着くと、創作活動も再開する。1954年、ソウル市文化委員に被選する。1958年には、『人生讃歌』でソウル市文化賞本章を受賞する。晩年は文学の普及活動に尽力し、芸術院委員や女流文人会の顧問、趙演鉉文学賞運営委員、韓国小説家協会代表委員などを歴任する。
死後は親日反民族行為者に認定された。

## 年譜
- 1912年12月3日、咸鏡北道城津郡礼洞に生まれる。
- 1924年、淑明女子高等普通学校に入学。
- 1928年、中央保育学校に入学。
- 1929年、慶尚南道咸安の咸安幼稚園に勤める。
- 1930年、渡日、東京の三河幼稚園に勤める。
- 1931年、三千里社に入社する。
- 1931年、金東煥と結婚する。
- 1932年、長男、洪祚が生まれる。
- 1934年、第2次KAPF一斉検挙で投獄される。
- 1935年、朝鮮日報社に入社する。
- 1942年、長女、知源が生まれる。
- 1946年、次女、采源が生まれる。
- 1954年、ソウル市文化委員に被選。
- 1958年には、ソウル市文化賞を受賞。
- 1964年、第1回女流文学賞を受賞。
- 1971年、大韓民国芸術員文学部門作品賞を受賞。
- 1983年、三一文学賞を受賞。

## 代表作品
- 1931年、「정당한 스파이」『三千里』
- 1932年、「명일의 식대」 『時代公論』
- 1937年、「흉가」 『朝光』
- 1938年、「곡상」 『朝鮮日報』
- 1939年、「지맥」 『文章』8号
- 1940年、「인맥」 『文章』15号
- 1941年、「천맥」 『三千里』143号
- 1947年、「풍류 잡히는 마을」 『白民』
- 1960年～、「인간사」 『思想界』『新思潮』

## 日本語で読める作品
- 古山高麗雄編「海」『韓国現代文学13人集』新潮社、1981年
- 山田佳子訳「凶家」『朝鮮近代文学選集』第3巻、平凡社、2006年